# The Inc. Records
The Inc. Records (formalmente conocida como Murder Inc. Records), se fundó en 1997, es una de las casas discográficas más importantes de Estados Unidos, cuyo dueño es el productor Irv Gotti. En él, trabajan muchos artistas tanto de hip hop como de R&B, Ja Rule, Ashanti, Cadillac Tah, Vita, Charli Baltimore, Black Child, y, más recientemente, Bobby Brown y Lloyd son algunos de los claros ejemplos. Murder Inc. es el responsible del estrellato de Ashanti o Ja Rule, además de por retomar a Charli Baltimore y Bobby Brown en la escensa musical.
La empresa publicaba sus productos por medio de Def Jam Records, distribuidora que mantenía el control del copyright. 
El auténtico pelotazo llegó en 1999, cuando Ja Rule, obtuvo un éxito tremendo con su LP Venni Vetti Vecci. 
El segundo cimiento del triunfo lo ofreció Ashanti, con su llegada en 2002, mientras, colaboradores habituales como Lil’ Mo (Elektra Records) hacía sus pinitos en temas con Ja Rule ("Put It On Me" y "I Cry"), aunque disminuyeron con la llegada de Ashanti, hasta el punto de dejar amistosamente el contacto con la compañía.
Ashanti, 50 Cent, Eminem, Dr. Dre, y Truth Hurts fueron todos los sujetos de un selló en el que Ja Rule chocó con cada uno de ellos.
Después de los numerosos éxitos conseguidos entre finales de 2001 y 2002, Michael Jackson contactó con Gotti para que este colaborase con él en su próximo álbum.
El 14 de noviembre de 2003 Gotti decidió acortar el nombre de la empresa para dejarlo en "The Inc" a secas, aunque fueron muchos los que usaban (y lo siguen haciendo) la palabra "murder (asesinato). En 2004, la disquera de Gotti se vio envuelta en una investigación por presunto blanqueo de dinero por medio de su casa discográfica de Nueva York, gracias al contacto con su buen amigo de la infancia Kenneth "Supreme" McGriff, líder de The Supreme Team, una banda que operaba en Nueva York con tráfico ilegal de drogas. El 25 de enero de 2005, Gotti y su hermano Chris Turned se entregaron a las autoridades ellos mismos reivindicando su inocencia y desimplicación en el caso. Fueron puestos en libertad tras pagar una fianza de un millón de dólares y no serán juzgados junto con McGriff por los cargos contra este. Las relaciones entre Island Def Jam y The Inc. se habían roto. La situación de la compañía amenazaba, además Ja Rule y Ashanti defraudaron con las ventas de sus respectivos álbumes. Irv Gotti está empezandó su propia distribución con J Prince, el magnate Suge Knight y la contratación de tres nuevos artistas, Kayoz, Newz, Harry-o.
Murder, Inc., es el nombre con que conocieron los presos un capítulo de la renombrada National Crime Syndicate en Estados Unidos. Fue una aplicación armada especializada en asesinatos. Operó desde el final de la prohibición hasta la década de 1950.